# Dryocampa alba
Dryocampa alba är en fjärilsart som beskrevs av Augustus Radcliffe Grote 1874. Dryocampa alba ingår i släktet Dryocampa och familjen påfågelsspinnare. Inga underarter finns listade i Catalogue of Life.